# 베를린 국제가전박람회
베를린 국제가전박람회 (독일어:Internationale Funkausstellung 줄여서 IFA)는 매년 9월 독일 베를린에서 열리는 세계 최대 규모의 가전제품 박람회이다. 1924년에 처음 시작되어 독일에서 가장 역사가 깊은 산업전시회의 하나이다. 독일가전통신전자협회(GFU)가 대회를 주관한다. 이 전시회에서는 수 많은 제품 프리뷰가 쏟아지며 새로운 제품들이 들어선다. 현재는 전 세계 전자·IT 기업이 총출동해 새 제품과 기술력을 과시하는 행사로 자리잡았다. 연초에 라스베이거스에서 열리는 국제전자제품박람회(CES)와 함께 가전제품의 동향을 알 수 있는 전시회이다.
1931년 제 8차 박람회에서는 만프레트 폰 아르데네가 음극선관을 사용한 텔레비전 시스템을 처음 공개하였으며, 1933년 8월 18일의 제 10차 박람회에서는 국민라디오 VE 301W가 첫 선을 보이기도 했었는데, 박람회 기간 동안 10만대가 팔렸다.

## 역사

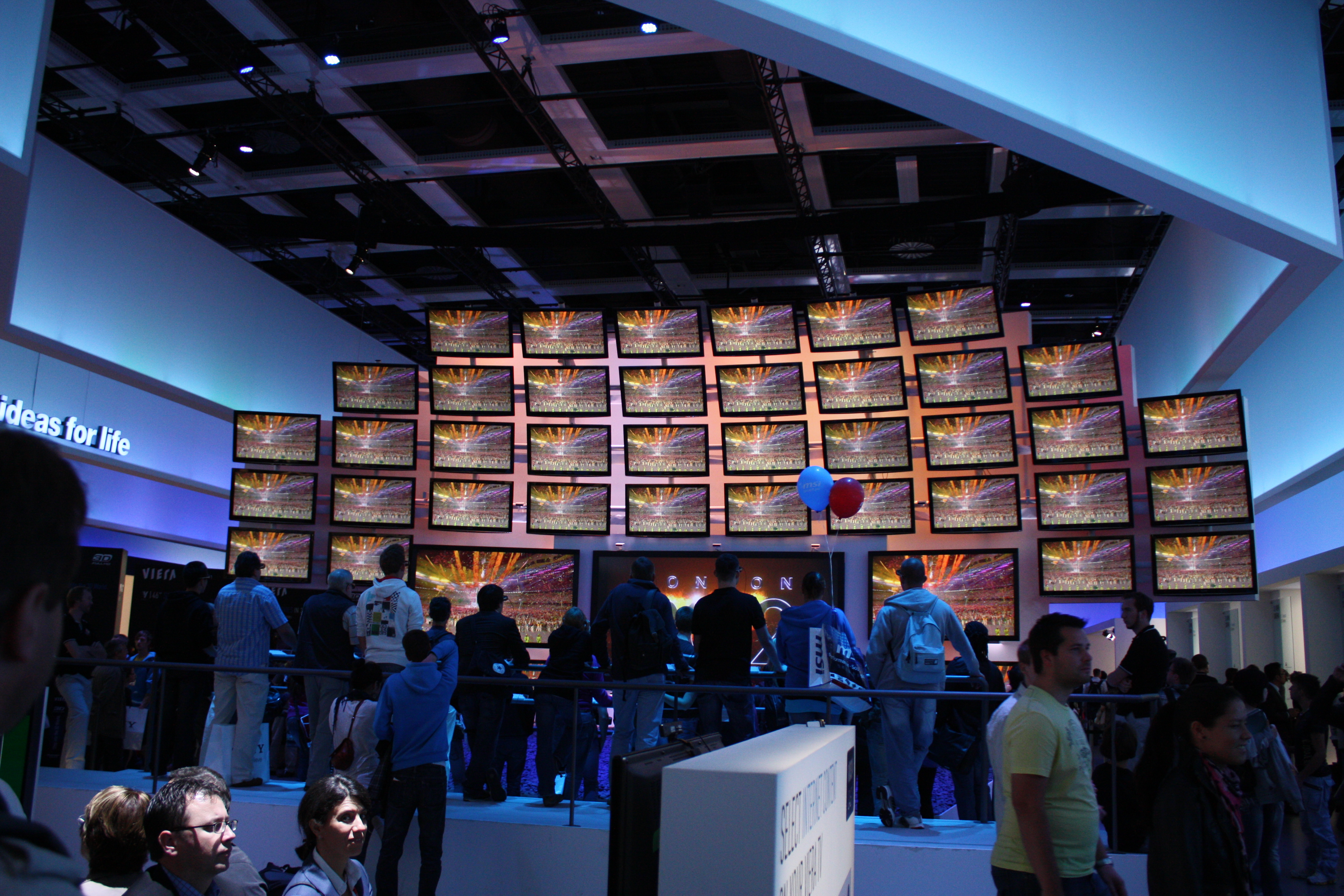
2010년에 개최 당시 모습

1924년 12월 4일을 첫회로 베를린을 주개최지로 시작된 IFA는 1930년 알버트 아인슈타인의 기조연설로 큰 관심을 받게 되지만 제 2차 세계대전이 발발하기전인 1939년을 마지막으로 중단되었다. 종전 후 독일 정부의 전시 산업 독려 차원에서 막대한 지원금과 함께 1950년부터 다시 개최되어 뒤셀도르프, 프랑크푸르트암마인, 슈투트가르트 등 여러곳을 오가다 1971년이후 베를린에서 열리고 있다. 1950년부터 2005년까지는 격년제로 진행되다 2006년부터는 매년 열리고 있다.